# ماثيو بوس
ماثيو بوس (بالإنجليزية: Mathew Bose)‏ هو ممثل بريطاني، ولد في 3 يوليو 1973 بلندن في المملكة المتحدة.

## وصلات خارجية
- ماثيو بوس على موقع IMDb (الإنجليزية)
- ماثيو بوس على موقع أول موفي (الإنجليزية)
- ماثيو بوس على موقع قاعدة بيانات الفيلم (الإنجليزية)
- ماثيو بوس على موقع كينوبويسك (الروسية)